# Citoyen d'honneur de l'Europe
Le titre honorifique de citoyen d'honneur de l'Europe est attribué par le Conseil européen de l'Union européenne à une personne pour son travail exceptionnel à la promotion de la construction européenne.

## Liste des récipiendaires du titre
À ce jour, ce titre honorifique a été décerné à seulement trois personnes :
- Jean Monnet (1888-1979), le 2 avril 1976, lors de la réunion du Conseil à Luxembourg ;
- Helmut Kohl (1930-2017), le 11 décembre 1998, lors de la réunion du Conseil à Vienne[1] ;
- Jacques Delors (1925-2023), le 26 juin 2015, pour « sa contribution remarquable au développement du projet européen[2],[3] ».

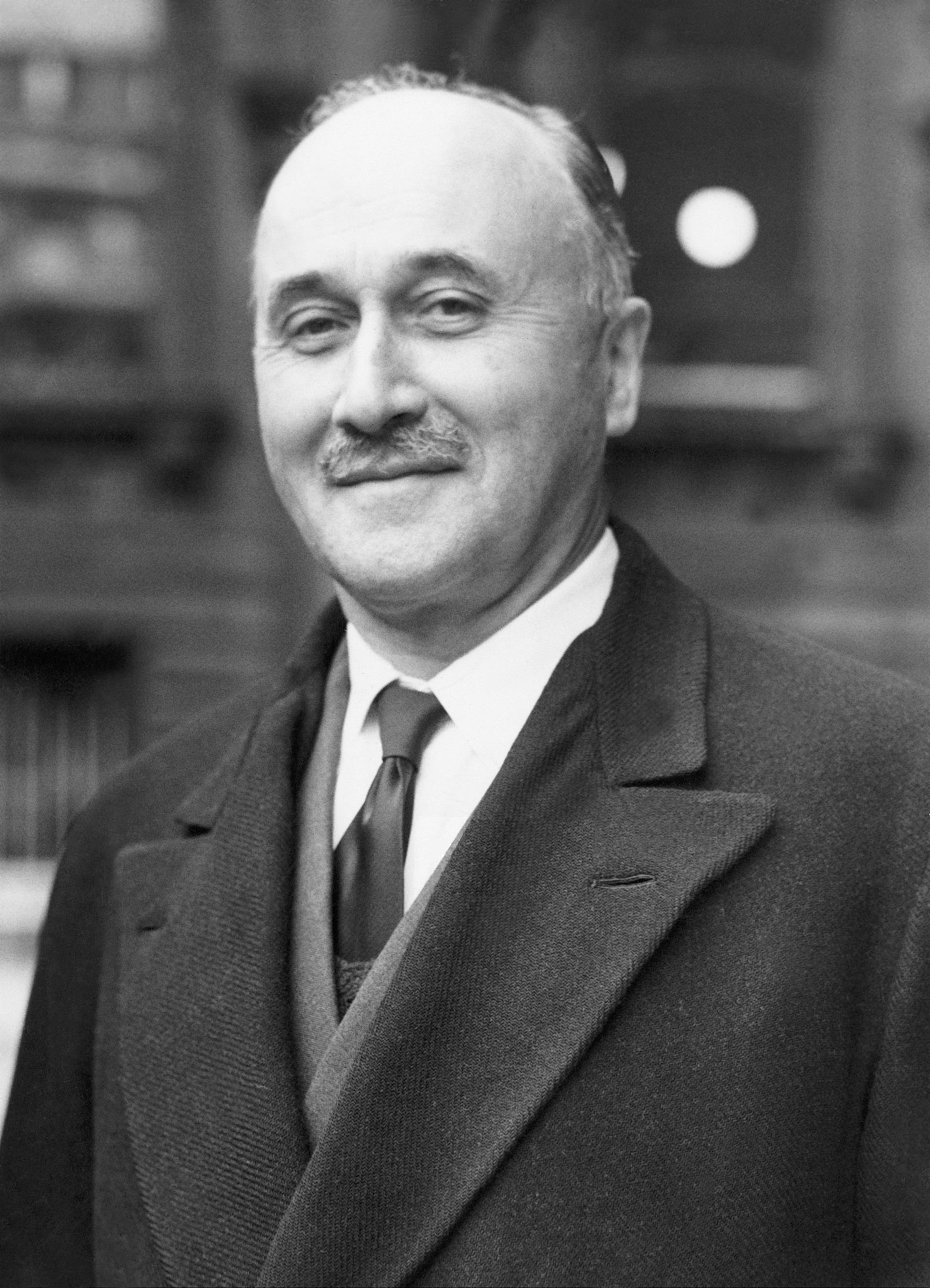
Jean Monnet en 1952.
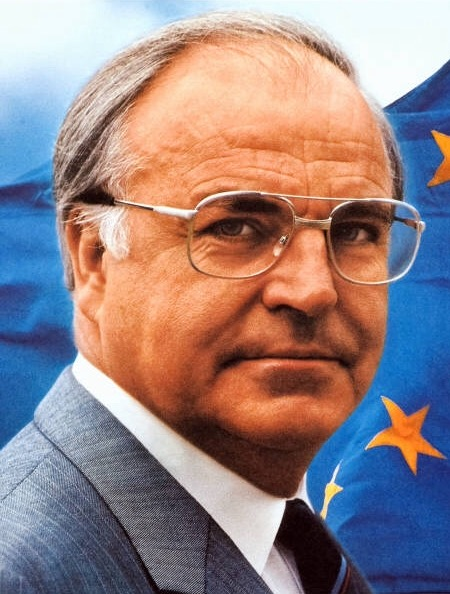
Helmut Kohl en 1989.
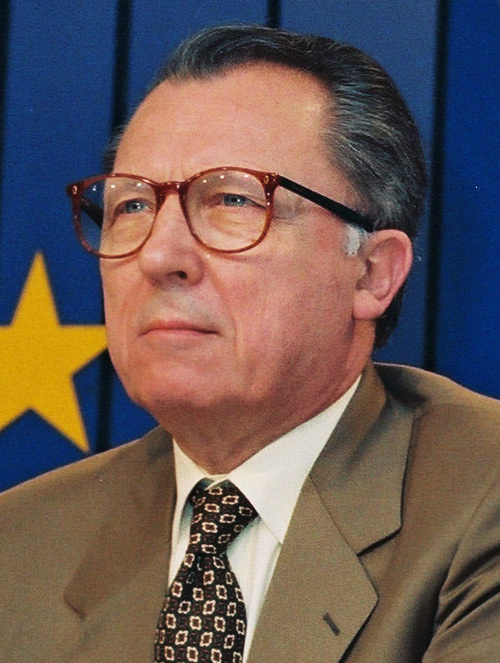
Jacques Delors en 1993.